# وایسوارته
وایسوارته (به آلمانی: Weißewarte) یک منطقهٔ مسکونی در آلمان است که در تانگرهوته واقع شده‌است.
 وایسوارته  ۴۲۶ نفر جمعیت دارد.